# Aztécká kuchyně

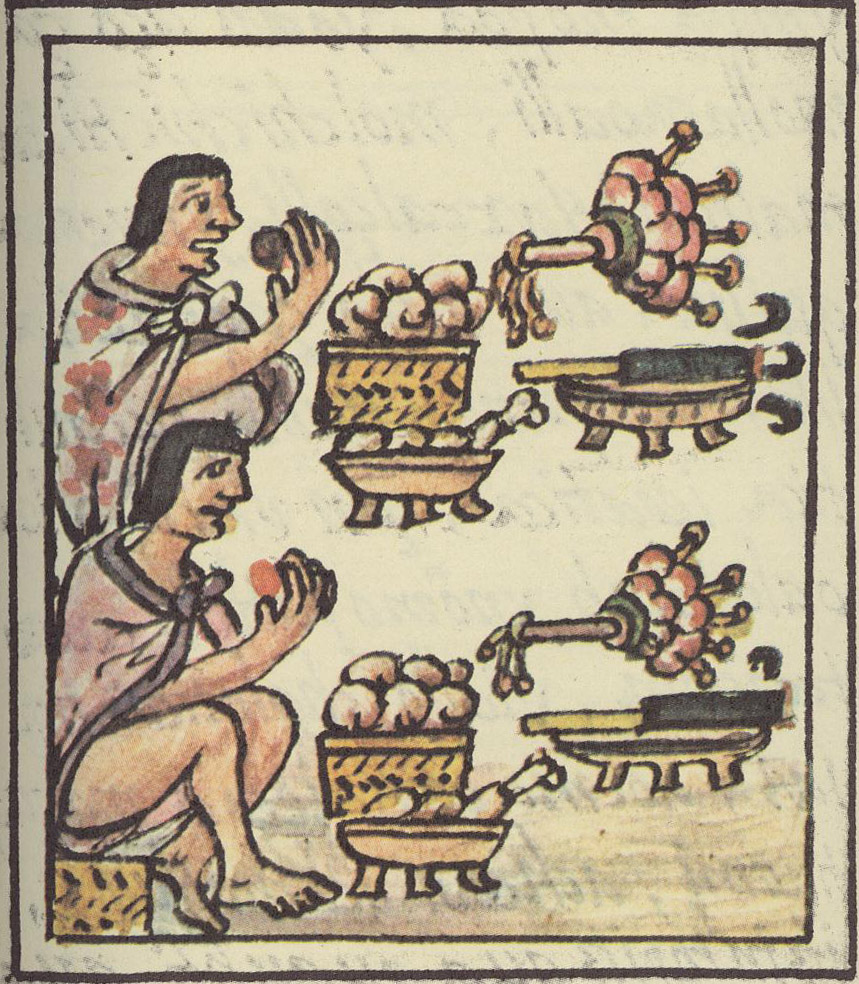
Aztéčtí muži při hostině

Aztécká kuchyně byla používána v Aztécké říši ve středním Mexiku a stala se základem moderní mexické kuchyně.
Základní potravinou Aztéků byla kukuřice setá. Vařili ji ve vápenné vodě, čímž došlo k procesu zvanému nixtamalizace, který změkčil oplodí, učinil tak kukuřici stravitelnější a zachoval v ní potřebný obsah niacinu. Z kukuřičné mouky se připravovaly placky tortilly, které sloužily také jako příbory, nebo tamales, kukuřičná hmota vařená zabalená v kukuřičných listech. Oblíbenou zeleninou byly fazole, rajčata a tykve, pro semínka se pěstoval laskavec a šalvěj hispánská. Nejrozšířenějším kořením byly sůl a chilli paprička, užívala se také vanilka, merlík vonný, koriandru příbuzná rostlina Eryngium foetidum nebo kůra kanely bílé, připomínající skořici. K přípravě salsy se užívaly kamenné hmoždíře zvané molcajete. Pokrmy se vařily nebo pekly, smažení na tuku Aztékové poznali až po příchodu Evropanů. Oblíbenou pochoutkou byla také sněť kukuřičná, kterou Aztékové záměrně pěstovali, nebo vodní řasa spirulina, kterou sbírali na jezeře Texcoco a sušili. Rozšířeným ovocem byla opuncie, papája obecná a sapodila obecná.
Lovnými zvířaty byli převážně pytlonošovití, rak montezumský, leguán zelený, axolotl mexický, ryby, žáby a králíci, vzácněji i velká zvířata jako jelenec běloocasý. Na maso se chovali domestikovaní krocani a psi plemene mexický naháč. Důležitým zdrojem proteinů byl hmyz jako kobylky, mravenci nebo housenky motýla Aegiale hesperiaris cizopasícího na rostlinách agáve. Aztékové provozovali také kanibalismus, byl však omezen na kněžskou vrstvu a rituální účely.
Rozšířeným nápojem bylo atolli, hustá směs vody a kukuřičné mouky, která zaháněla žízeň i hlad. Mezi lidovými vrstvami byl rozšířen slabě alkoholický nápoj octli (později známější jako pulque) ze zkvašené šťávy agáve. Kakao Aztékové dováželi z pralesních oblastí Střední Ameriky, bylo proto velmi drahé a jeho konzumace byla omezena na privilegované vrstvy. Mleté kakaové boby se míchaly s vodou, medem, vanilkou a chilli papričkami.
Podle tradice jedli muži a ženy zvlášť. O svátcích se pořádaly velké hostiny, jinak ale byli Aztékové podle zpráv španělských kronikářů v jídle velmi skromní, časté u nich byly nábožensky motivované půsty.